# Herkulesweg

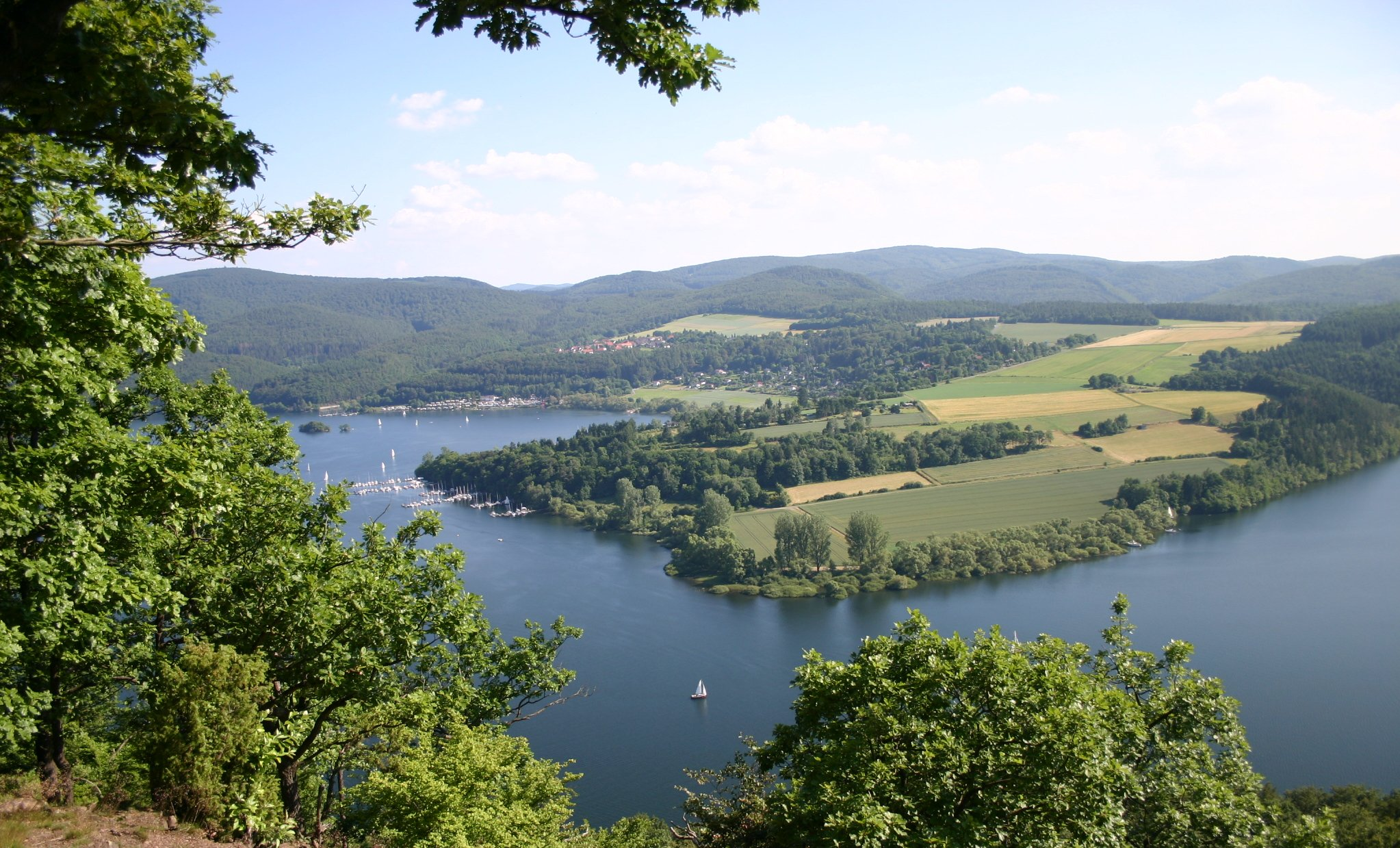
Blick von „Schöner Aussicht“ bei Basdorf auf den Edersee mit Liebesinsel, Bringhausen und Kellerwald

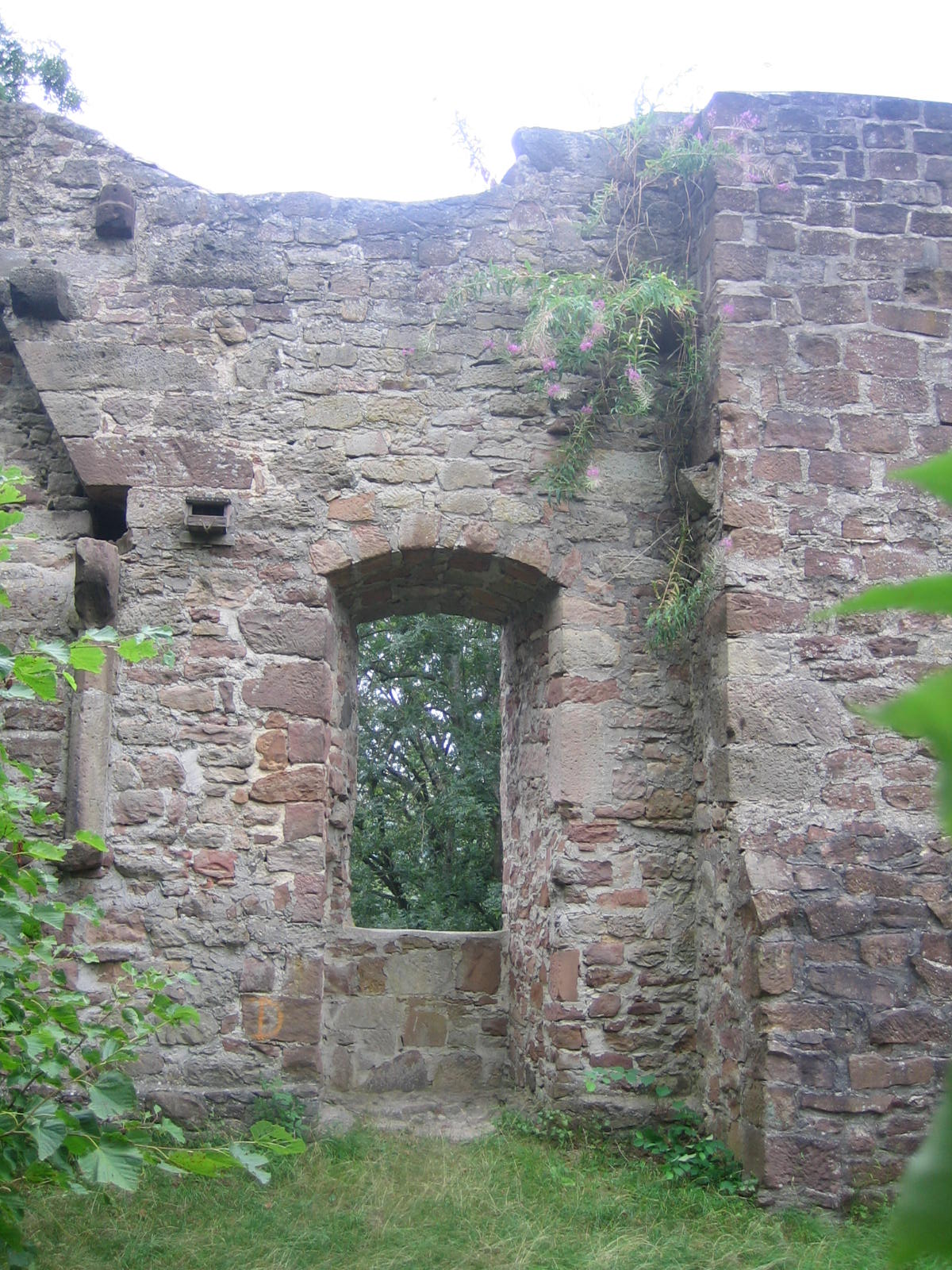
Burgruine Falkenstein im Habichtswälder Bergland

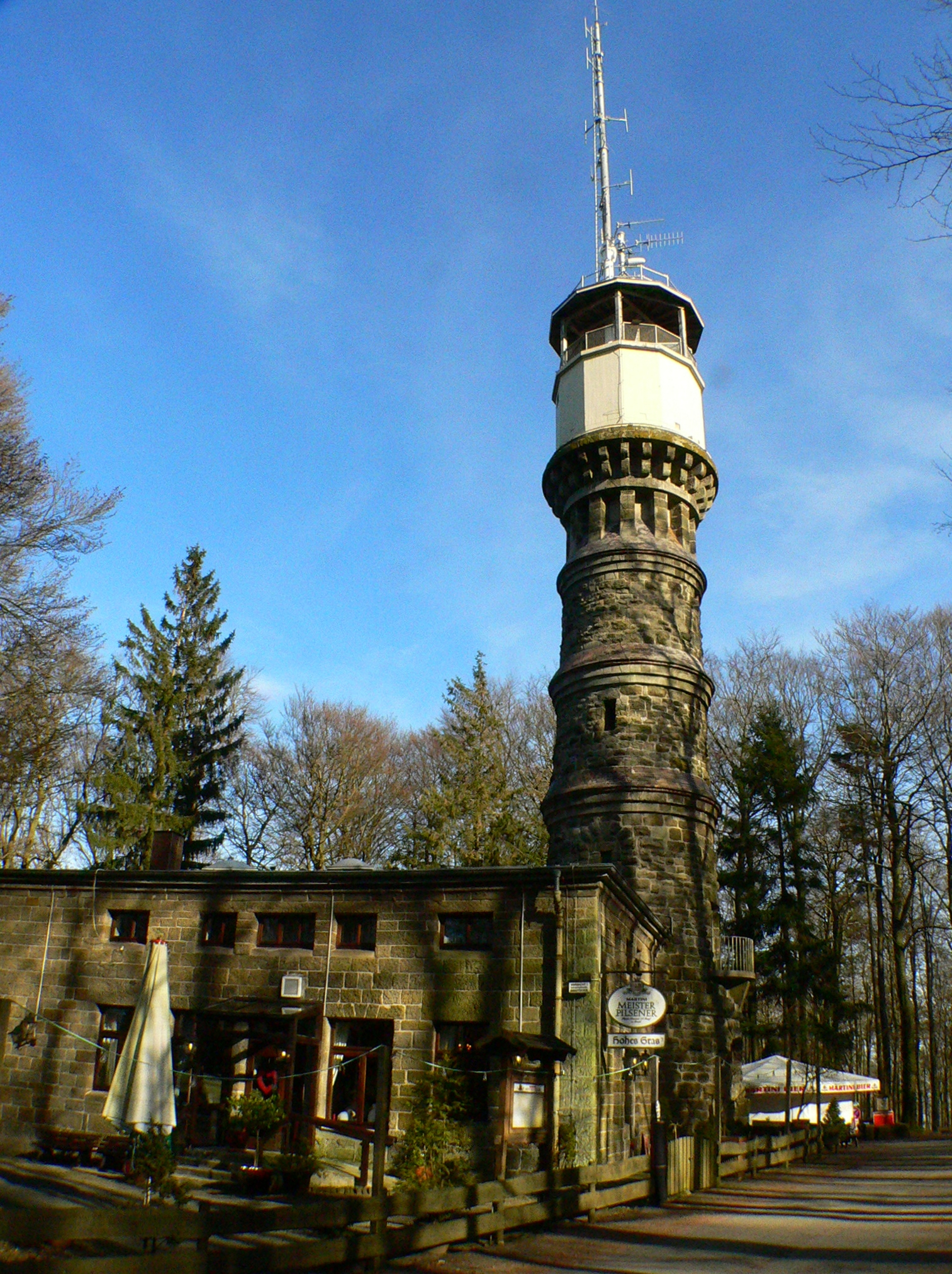
Aussichtsturm auf dem Hohen Gras im Hohen Habichtswald

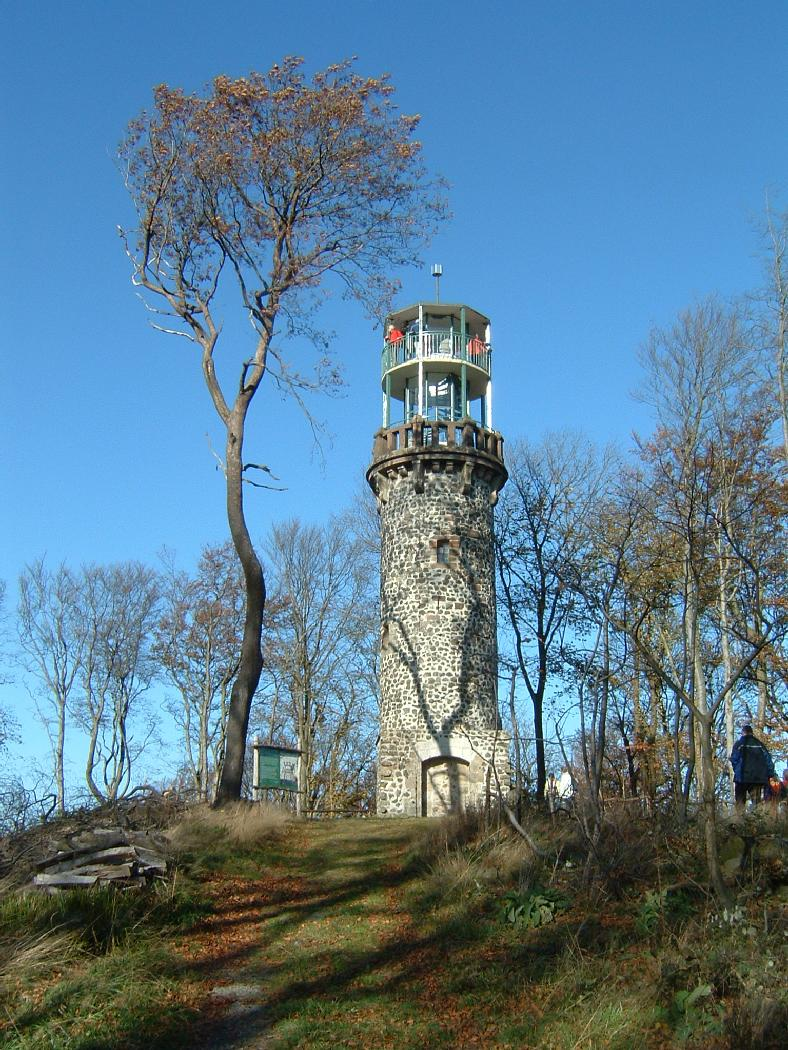
Bilsteinturm auf dem Bilstein im Kaufunger Wald

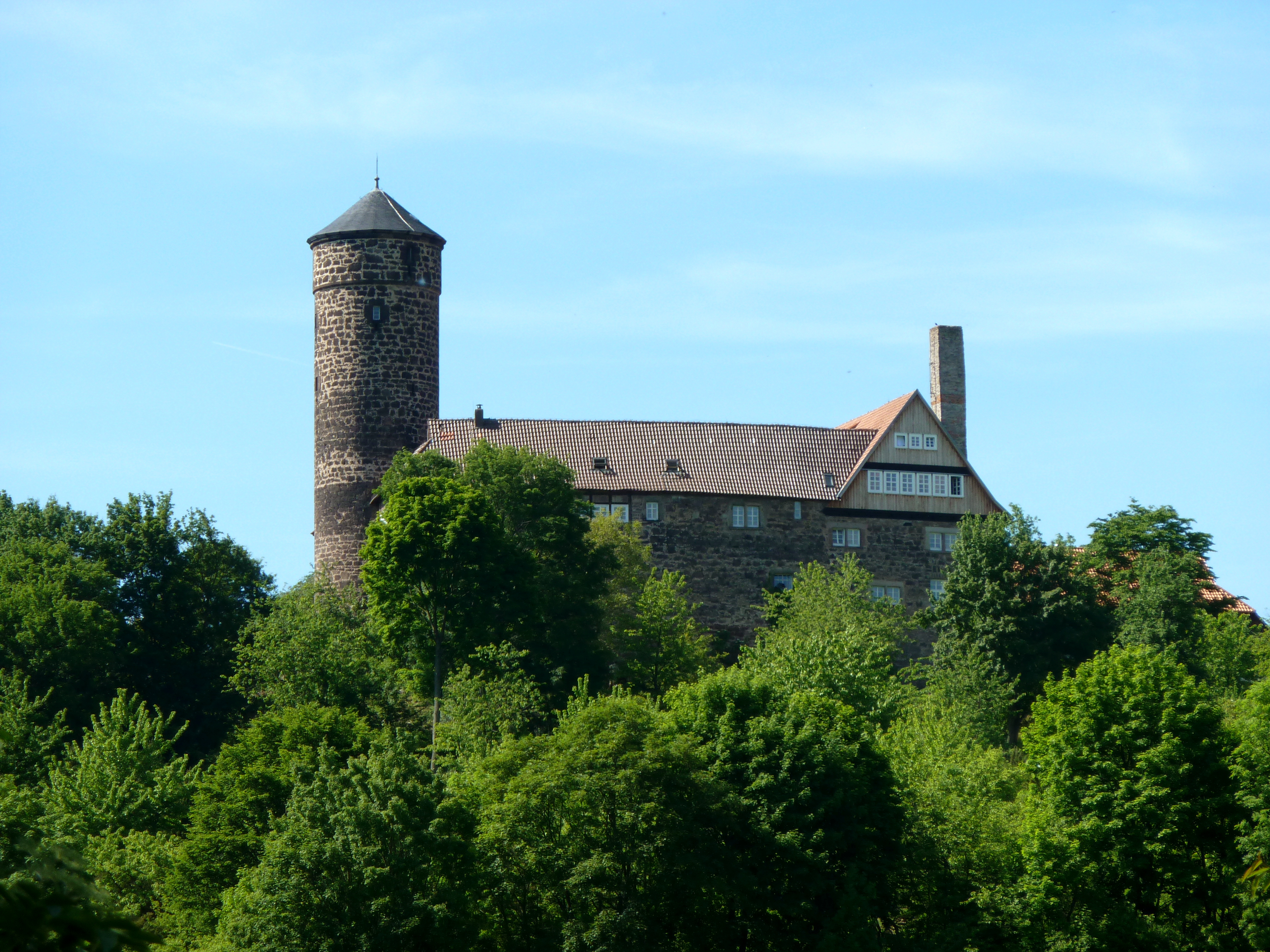
Burg Ludwigstein im Soodener Bergland

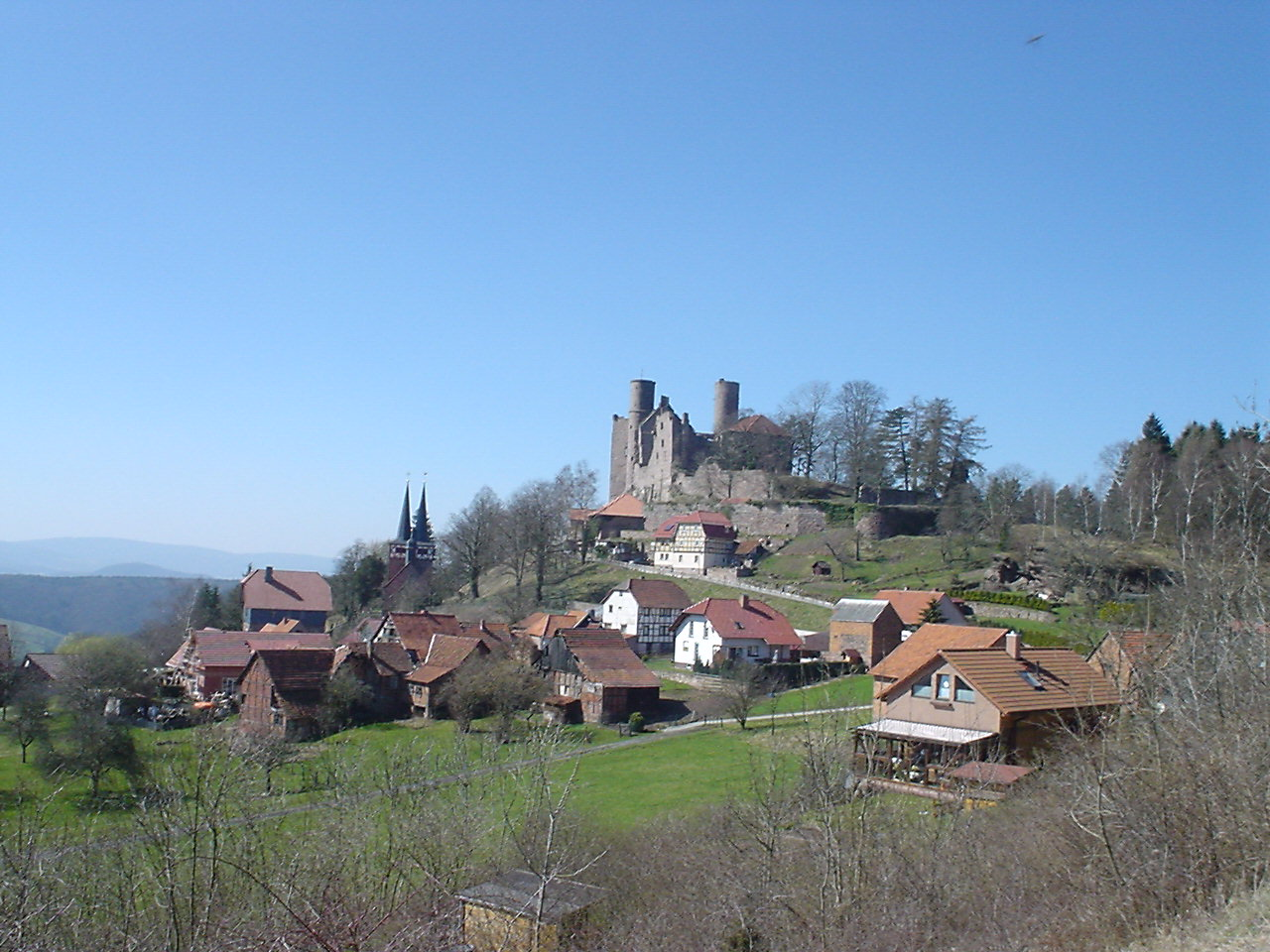
Dorf Rimbach mit Burgruine Hanstein

Der Herkulesweg (Wegzeichen X7) ist ein etwa 193 km langer Durchgangs- bzw. Fernwanderweg in Nordhessen und Westthüringen (Deutschland), der von Battenberg unter anderem in der Breiten Struth, im Naturpark Kellerwald-Edersee, Waldecker Wald, Habichtswälder Bergland, Kaufunger Wald, Soodener Bergland und im Oberen Eichsfeld nach Heilbad Heiligenstadt verläuft. Er verbindet zahlreiche Städte und Gemeinden der Landkreise Waldeck-Frankenberg und Kassel, der kreisfreien Großstadt Kassel, des Werra-Meißner-Kreises und Landkreises Eichsfeld. Benannt ist der Pfad nach dem Herkules, dem Kasseler Wahrzeichen.

## Geschichte und Wissenswertes
Der Herkulesweg wurde vom Hessisch-Waldeckischen Gebirgs- und Heimatverein (HWGHV) erarbeitet. Anhand von Schautafeln entlang des Pfades kann man sich unter anderem über interessante Dinge der jeweiligen Regionen informieren. Es trugen auch Heimat- und Geschichtsvereine viele Informationen über örtliche Begebenheiten auf Schautafeln bei.

## Verlauf
Etappe 1 (Battenberg → Hommershausen; 27 km):

Der Herkulesweg beginnt im nordhessischen Landkreis Waldeck-Frankenberg in Battenberg, das an der Eder unterhalb der Ruine der Kellerburg liegt, von deren einstigen Bergfried etwas abseits des Wegs die Aussicht genossen werden kann. Er verläuft anfangs gemeinsam mit einem Stück des Astenwegs – die Eder überquerend – in Richtung Norden nach Osterfeld, das am Linspherbach im Höhenzug Breite Struth liegt, und dann ostwärts nach Haine. Jenseits des am Hainer Bach gelegenen Dorfs führt er – den Goldbach überquerend – nordostwärts in das nahe der Nienze liegende Wangershausen und danach nach Hommershausen.
Etappe 2 (Hommershausen → Herzhausen; 22 km):

Von Hommershausen verläuft der Weg – das Tal der Nuhne an der Oberen Butzmühle kreuzend und etwas westlich vorbei an Sachsenberg führend – nordostwärts nach Dalwigksthal, das im Tal der Orke liegt. Hiernach führt er – das Tal des Heimbachs kreuzend – nach Fürstenberg und von dort vorbei an der Ruine der Fürstenkirche weiter nach Herzhausen, das am Einfluss der Eder in den Edersee liegt.
Etappe 3 (Herzhausen → Waldeck; 18 km):

Von Herzhausen führt der Weg im Nordteil des Naturparks Kellerwald-Edersee gemeinsam mit Abschnitten von Kellerwaldsteig und Urwaldsteig Edersee – die Ruine Ehrenburg passierend – ostwärts entlang des Nordufers vom Edersee nach Vöhl und anschließend durch Basdorf nach Nieder-Werbe, das an der Mündung der Werbe in den Stausee liegt und wo der Ederseeweg kreuzt. Danach erreicht der Weg die Kernstadt von Waldeck, wo ein Abstecher zum Schloss Waldeck lohnt und der Studentenpfad kreuzt.
Etappe 4 (Waldeck → Sand; 22 km):

Von Waldeck verläuft der Weg nördlich vorbei am ehemaligen Bahnhof Waldeck-Ost der einstigen Bahnstrecke Wega–Brilon Wald, die abschnittsweise zum Ederseebahn-Radweg umgebaut wurde, und überquert dort die Netze. Später führt er im Waldecker Wald, nach Kreuzen des Habichtswaldsteigs, direkt vorbei am Bubenkreuz, einem ehemaligen Kreuzstein. Dort erreicht der Weg den Landkreis Kassel und zugleich den Naturpark Habichtswald und verläuft weiter nach Naumburg, wo Bonifatiuspfad, Ederseeweg, Habichtswaldsteig und Volkmarser Weg kreuzen. Hiernach führt er entlang des Eder-Zuflusses Elbe nach Elbenberg und dann weiter zum am Eder-Zufluss Ems gelegenen Sand, wo er sich ein Stück des Weges mit dem Ederseeweg und Märchenlandweg teilt.
Etappe 5 (Sand → Kassel-Bad Wilhelmshöhe; 25 km):

Von Sand führt der Weg, zusammen mit Habichtswaldsteig und ein Stück auch mit dem Ederseeweg, im Habichtswälder Bergland vorbei an der Altenburg und an der Burgruine Falkenstein nach und durch Elmshagen und dann durch die Langenberge nach Hoof, wo erneut der Märchenlandweg kreuzt und ein Abstecher zur Schauenburg lohnt. Danach überquert der Weg nach Kreuzen der Bahnstrecke Kassel–Naumburg und des Hessencourrier-Radwegs gemeinsam mit Baunapfad und Habichtswaldsteig die Bauna und die Bundesautobahn 44 und er verläuft im Hohen Habichtswald hinauf zum Hohen Gras (614,8 m ü. NN), von dessen Aussichtsturm ein weit unter anderem über Nordhessen reichender Panoramablick zu genießen ist. Anschließend erreicht er vorbei am Ziegenkopf mit dem Märchenlandweg den Herkules (ca. 515 m), von wo aus der Blick zum Beispiel auf die Großstadt Kassel fällt und wo erneut der Habichtswaldsteig kreuzt. Von dort führt der Weg durch den Bergpark Wilhelmshöhe, in dem die Kasseler Wasserspiele stattfinden und unter anderem die Löwenburg und das Schloss Wilhelmshöhe stehen; unterhalb des Schlosses kreuzt der Fulda-Diemel-Weg. Den Naturpark Habichtswald verlassend erreicht er den Stadtteil Bad Wilhelmshöhe, wo er zweimal die Drusel überquert.
Etappe 6 (Kassel-Bad Wilhelmshöhe → Burg Sensenstein bei Nieste; 19 km):

Von Bad Wilhelmshöhe verläuft der Weg etwa in Richtung Osten in die Kasseler Innenstadt, um erst die Ahna und kurz darauf die Fulda auf der Hafenbrücke zu überqueren; unmittelbar südsüdöstlich der Brücke befindet sich an der Kreuzung (138,6 m ü. NN) von Scharnhorststraße und Hafenstraße die niedrigste Stelle des Wanderwegs. Direkt anschließend überquert er den Wahlebach und etwas später dreimal die Losse. Vorbei am Eichwald führt er unter der Bundesautobahn 7 hindurch ostwärts aus der Stadt hinaus und dann im Geo-Naturpark Frau-Holle-Land (Werratal.Meißner.Kaufunger Wald) weiter nach Heiligenrode, wo erneut der Märchenlandweg kreuzt. Von dort führt er oberhalb der Nieste zum westsüdwestlich des Dorfs Nieste gelegenen Bodendenkmal Burg Sensenstein (meist nur Sensenstein genannt).
Etappe 7 (Burg Sensenstein bei Nieste → Hundelshausen; 19 km):

Vom Sensenstein führt der Weg oberhalb des Dorfs Nieste, wo er das Wirtshaus Königsalm passiert und letztmals der Märchenlandweg kreuzt, im Kaufunger Wald entlang der Südflanke des Niestetals mit der Grenze zu Niedersachsen an der Nordflanke. Die Nieste einmal überquerend verläuft er ostsüdostwärts hinauf zum Bilstein (641,2 m ü. NN), der höchsten Stelle des Wegs, von dessen Aussichtsturm (Bilsteinturm) der Panoramablick über Nordhessen, Südniedersachsen und Westthüringen zu genießen ist; bei guten Bedingungen blickt man bis zum Brocken (in Sachsen-Anhalt) im Harz. Hiernach verläuft er ein Stück gemeinsam mit dem Eder-Gelster-Weg und noch bis zum Passieren des Roten Sees auch mit dem Frau-Holle-Pfad. Wieder alleine verlaufend führt er nordostwärts bergab nach Hundelshausen an der Gelster.
Etappe 8 (Hundelshausen → Burg Ludwigstein bei Werleshausen; 14 km):

Von Hundelshausen verläuft der Weg jenseits des Gelstertals im Soodener Bergland jeweils vorbei an den Wanderparkplätzen Altes Gericht und Vollungssattel und am Gipfel des Schnellerskopfs. Dann erreicht er – den Brüder-Grimm-Weg kreuzend – die südwestlich von Werleshausen befindliche Burg Ludwigstein.
Etappe 9 (Burg Ludwigstein bei Werleshausen → Heilbad Heiligenstadt; 27 km):

Von der Burg Ludwigstein führt der Weg – das Soodener Bergland verlassend und dabei die Werra überquerend – nach Werleshausen, wo der Werratal-Radweg kreuzt. Jenseits des Flusstals verläuft er – vom nordhessischen Geo-Naturpark Frau-Holle-Land in den westthüringischen Naturpark Eichsfeld-Hainich-Werratal wechselnd und die ehemalige Innerdeutsche Grenze kreuzend – steil bergauf zur direkt oberhalb des Bornhagener Ortsteils Rimbach gelegenen Burgruine Hanstein, wobei er das Obere Eichsfeld im Landkreis Eichsfeld erreicht. Anschließend führt er mit einem Abschnitt des Werra-Burgen-Steigs südostwärts auf dem Höhenzug Höheberg direkt vorbei an der Teufelskanzel mit Blick von dort unter anderem auf eine hufeisenförmige Werraschleife. Etwas später verläuft er ostwärts nach Vatterode an der Walse und nach Mackenrode, wo er nach Nordosten abknickt und nach Durchqueren von Fürstenhagen östlich den Lengenberg passiert. Durch das Dorf Lutter an der Lutter erreicht der Herkulesweg – den Iberg im Heiligenstädter Stadtwald passierend – die an der Leine gelegene Kernstadt von Heilbad Heiligenstadt.

## Etappenübersicht
Der Herkulesweg besteht aus insgesamt 9 Etappen:
|   | von                               | nach                              | Länge (ca.) |
| - | --------------------------------- | --------------------------------- | ----------- |
| 1 | Battenberg                        | Hommershausen                     | 27 km       |
| 2 | Hommershausen                     | Herzhausen                        | 22 km       |
| 3 | Herzhausen                        | Waldeck                           | 18 km       |
| 4 | Waldeck                           | Sand                              | 22 km       |
| 5 | Sand                              | Kassel-Bad Wilhelmshöhe           | 25 km       |
| 6 | Kassel-Bad Wilhelmshöhe           | Burg Sensenstein bei Nieste       | 19 km       |
| 7 | Burg Sensenstein bei Nieste       | Hundelshausen                     | 19 km       |
| 8 | Hundelshausen                     | Burg Ludwigstein bei Werleshausen | 14 km       |
| 9 | Burg Ludwigstein bei Werleshausen | Heilbad Heiligenstadt             | 27 km       |
|   |                                   | Gesamt (ca.):                     | 193 km      |